# You Gotta Say Yes to Another Excess
Albums de Yello
Claro Que Si
(1981) Stella
(1985)
You Gotta Say Yes To Another Excess est le troisième album studio du groupe de musique électronique suisse Yello. C'est également le dernier album auquel a participé le membre fondateur du groupe Carlos Perón. Il s'agit également du premier album sur lequel Ernst Gamper a participé. On lui doit le logo Corner Cut qui sera utilisé sur la pochette de cet album et sur le suivant. Ce design particulier suggérait, non sans humour, que l'album serait bradé dans des bacs à prix cassé. L'album est sorti en 1983 avant d'être réédité en 2005 avec plusieurs pistes supplémentaires dans le cadre du projet Yello Remaster Serie.

## Pistes de l'album
| 1.    | I Love You                          | 3:14 |
| 2.    | Lost Again                          | 4:18 |
| 3.    | No More Words                       | 3:58 |
| 4.    | Crash Dance                         | 2:08 |
| 5.    | Great Mission                       | 2:56 |
| 6.    | You Gotta Say Yes To Another Excess | 2:08 |
| 7.    | Swing                               | 3:26 |
| 8.    | Heavy Whispers                      | 3:56 |
| 9.    | Smile On You                        | 3:09 |
| 10.   | Pumping Velvet                      | 3:18 |
| 11.   | Salut Mayoumba                      | 4:39 |
| 37:35 |                                     |      |

### Version remasterisée de 2005
You Gotta Say Yes To Another Excess fut remasterisé et réédité avec les pistes supplémentaires suivantes :
| No  | Titre | Durée |
| --- | --- | ----- |
| 12. | Base for Alec (Morceau inédit (circa 1983)) | 2:54  |
| 13. | Rubber West (Face-B du single I Love You (1983)) | 3:26  |
| 14. | You Gotta Say Yes To Another Excess (Extrait du 33 tours spécial anglais promotionnel (1983))                                                       | 4:43  |
| 15. | Live at the Roxy, New York, Dec. 1983 (Medley spécial enregistré lors d'une performance dans la boîte de nuit The Roxy à New York en décembre 1983) | 3:41  |
| 16. | Pumping Velvet (Remix édité sur 33 tours (1983)) | 4:58  |
| 17. | I Love You (Remix édité sur 33 tours, modifié à l'occasion de la sortie de cet album remasterisé (2005))                                            | 5:40  |

Ces six pistes n'étaient plus/pas disponibles sur CD avant cette réédition.

## Charts
Pour la première fois dans la carrière du groupe, plusieurs de leurs titres ont fait une apparition dans les charts anglais. Ainsi, on retrouve dans le classement des singles (The Official UK Single Chart/Gallup) : 
| Année    | Single       | Chart                         | Position |
| -------- | ------------ | ----------------------------- | -------- |
| Jui 1983 | "I LOVE YOU" | The Official UK Singles Chart | 41       |
| Nov 1983 | "LOST AGAIN" | The Official UK Singles Chart | 73       |

## Note(s)
1. ↑  https://www.discogs.com/fr/Yello-You-Gotta-Say-Yes-To-Another-Excess/release/11334919
2. ↑  Dans le commerce du disque, les magasins avaient pour habitude de marquer les albums invendus en coupant la partie supérieure droite de la pochette ou en la trouant à l'aide d'un petit instrument semblable à une perforatrice. C'était surtout le cas à l'époque des LP (les 45 tours et les 33 tours), dont les pochettes souples permettaient ce genre d'opération. En définitive, l'album de Yello s'est bien retrouvé dans certains pays dans les rayons Cut-Out des magasins, mais les trous étaient rarement effectués dans la cible imaginée par Gamper, le 'o' de Yello.
3. ↑  (en) The Official UK Singles Chart, consulté le 28 février 2007.

- (en) Cet article est partiellement ou en totalité issu de l’article de Wikipédia en anglais intitulé « You Gotta Say Yes to Another Excess » (voir la liste des auteurs).